# كريس هاوسر
كريس هاوسر (بالإنجليزية: Chris Houser)‏ هو لاعب كرة قدم أمريكي في مركز الدفاع، ولد في 9 مارس 1973 في بيير في الولايات المتحدة. لعب مع تامبا باي موتيني ووسترن ماس بيونيرز.

## وصلات خارجية
- كريس هاوسر على موقع الدوري الأمريكي (الإنجليزية)
- كريس هاوسر على موقع قاعدة بيانات كرة القدم.إي يو (الإنجليزية)